# Sugawara no Michizane

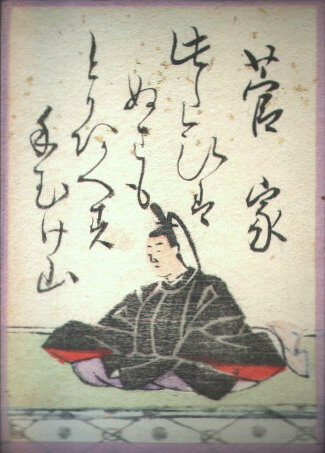
Kan Ke (Sugawara no Michizane)

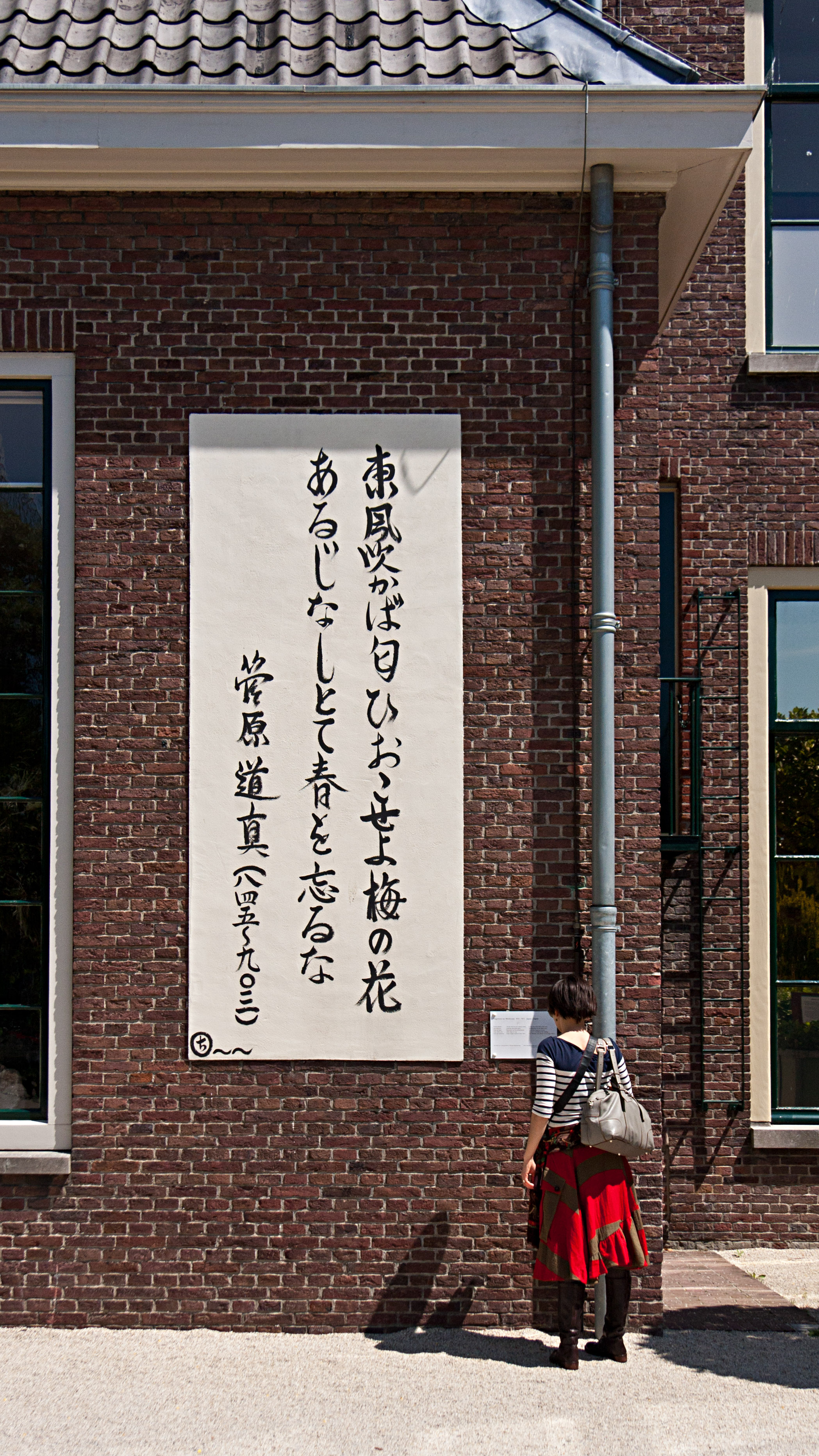
Gedicht van Michizane op een muur in Leiden

Sugawara no Michizane (Japans: 菅原道真) (1 augustus 845 - 26 maart 903) was een Japans geleerde, dichter en bestuurder, die centraal stond in een poging van de keizer om de macht van de Fujiwara-regenten te breken.
Michizane stamde uit een lage adellijke familie, maar zijn directe voorouders waren door hun kennis en bestuurscapaciteiten hogerop geklommen. Michizane was een wonderkind dat zich voorbereidde op het universitaire toelatingsexamen door elke dag gedichten over verschillende thema's te schrijven. Aan de universiteit studeerde hij Chinese literatuur en na te zijn afgestudeerd deed hij een toelatingsexamen voor de ambtenarij. Een van de vragen vroeg om een analyse van aardbevingen, waarop Michizane het onderwerp uitvoerig behandelde vanuit het confuciaanse, het tauïstische en het boeddhistische standpunt. De examinatoren verwachtten geenszins een wetenschappelijk antwoord: volgens de confuciaanse inzichten schudde de aarde als de keizer niet deugdzaam genoeg was.
Beginnend als een bureaucraat van de zesde rang bekleedde Michizane verschillende functies, waarbij hij bijvoorbeeld documenten opstelde of budgetten en belastingen beheerde, voordat hij in 877 aan de universiteit werd aangesteld als professor in de literatuur. Door zijn ietwat arrogante persoonlijkheid maakte hij weinig vrienden, maar werd hij wel bewonderd om zijn geleerdheid en talent. Het was ook toen hij professor was dat hij werd belast met de verwelkoming van de bezoekers uit Parhae (huidige Noord-Korea).
Hoewel Michizane door zijn superieuren kon worden belast met iedere taak waarvoor zij hem geschikt achtten, was het toch een grote verrassing toen hij in 886 tot gouverneur van de provincie Sanuki werd benoemd. Zoals de meeste hovelingen beschouwde Michizane een dergelijke benoeming in een achtergebleven provincie als weinig minder dan verbanning. Maar in Sanuki werd hij voor het eerst van zijn leven geconfronteerd met het leven van het gewone volk; als gouverneur reisde hij regelmatig door de provincie om de 'gewoonten te bestuderen', de valselijk beschuldigden recht te doen en de klachten van de boeren te onderzoeken. Deze nieuwe ervaringen maakten op Michizane diepe indruk, iets wat hij – zoals altijd – in dichtvorm tot uitdrukking bracht.
"Aan wie doet de koude zich het vroegst gevoelen," schreef hij. "Aan het kind dat al jong wees wordt, aan zijn kleren, geweven van kudzu-stengels, zijn te dun voor de winter. Hij leeft op groenten die hem nauwelijks kunnen voeden." Ook klaagde Michizane dat hij "omgeven was door corruptie als door een zwerm vieze zwarte vliegen".
Na drie jaar in Sanuki keerde Michizane terug naar de hoofdstad Kyoto. In 889 echter werd hij door keizer Uda benoemd tot 'Minister van Rechts', de op een na hoogste ministerspost in de keizerlijke regering. Dit was een positie waarvoor iemand als hij, goed gestudeerd en capabel doch van relatief lage komaf, eigenlijk niet in aanmerking kwam. De Fujiwara verzetten zich tegen hem, terwijl de afgetreden keizer Uda hem steunde. In 901 werd Michizane valselijk beschuldigd van het samenspannen tegen keizer Daigo, verloor zijn post en werd naar Kyushu gezonden in een soort van verbanning.
Michizane stierf in 903 in Kyushu. Hierna werd Kyoto getroffen door stormen en aardbevingen. Dit werd aan de woede van zijn geest geweten. Hij werd postuum vrijgesproken en gepromoveerd, en 40 jaar later werd een Shinto-heiligdom voor hem opgetrokken. Hij werd na zijn dood als een  Kami beschouwd, en geldt als patroonheilige voor de wetenschap.

## Trivia
Op een muur in de Leidse Hortus staat een gedicht van Sugawara no Michizane gekalligrafeerd.
- Bibsys: 99051811
- Bibliothèque nationale de France: cb12047780c (data)
- CiNii: DA04424916
- Gemeinsame Normdatei: 119037971
- International Standard Name Identifier: 0000 0000 8408 3659
- Library of Congress Control Number: n81127221
- Bibliotheek van het Japanse parlement: 00271869
- Nationale Bibliotheek van Israël: 987007268629105171
- Nederlandse Thesaurus van Auteursnamen: 071510974
- Réseau des bibliothèques de Suisse occidentale: 02-A023432612
- LIBRIS: 331633
- SNAC: w6tf3p8r
- Système universitaire de documentation: 028694600
- Union List of Artist Names: 500326616
- Virtual International Authority File: 111068012
- WorldCat: E39PBJkp8GyXc8t4bWpGwHc9Dq